# Keith Almgrens orkester
Keith Almgrens orkester var ett modernt svenskt dansband som bildades 1993. Keith Almgren bildade bandet utan att själv vara med på scen. Almgren arbetade administrativt i bakgrunden med PR, marknadsföring, som manager och att skriva låtar. Bandet bildades i juni 1993 och spelade in en "live-kassett" som skickades ut till landets arrangörer och som recenserades av Aftonbladets Michael Nystås och första spelningen var planerad till musikmässan "Stormvarning" ombord på Euroway-färjan M/S Frans Suell mellan Malmö och Lubeck. Dock tillfrågades orkestern om spelningar av bland annat Baldakinen-kedjan (efter att ha hört "Live-kassetten) och hade premiär på Aladdin i Stockholm redan en månad efter att bandet bildades.
På Stormvarning i september 1993 släpptes debut-CD:n "Natten är vår" under ett releaseparty ombord och orkestern gjorde en succéspelning på båten.
Skivan fick bra recensioner, Aftonbladets Michael Nystås skrev "utomjordiskt bra" om låten "Lucy" som också testades till Svensktoppen och skivan utsågs som "bubblare" till "Årets skivor" 1993 i Aftonbladet.
Orkestern seglade in som nykomling på tidningen Får jag lov dansbandslista på 32:a plats och låg som bäst på 9:e plats (1994) och kom på 16:e plats på Årets lista 1994 och tre år senare hamnade orkestern på "Alla tiders dansbandslista". 1994 slutade Claes Lövgren (som senare startade egen orkester) och ersattes av Håkan Swärd. Under 1994 medverkade orkestern i Schlager-SM i TV 3 med låten "Som en dröm" (skriven av bl.a. Almgren) tillsammans med Ann-Cathrine Wiklander och man medverkade också tillsammans med dansbandseliten på Svenska dansbandsveckan i Malung, samt Stormvarning 1994 mellan Stockholm och Helsingfors. Bandet släppte bl.a. också "En sommar med dej" (When the Summer is Gone.
Året därpå 1995 splittrades orkestern. 1996 släpptes CD:n "Bang, bang slår mitt hjärta" (som hade påbörjats vid splittringen och fullföljdes som ett studioprojekt med Almgren, medproducenten och teknikern samt två av låtskrivarkollegorna som alla arbetat med orkestern tidigare samt Claes Lövgren från originaluppsättningen av orkestern som medverkade på några spår, bland annat titelmelodin), och blev utsedd till en av Årets 10 bästa dansbandsplattor av Michael Nystås i Aftonbladet 1996.
Orkestern medverkade också på en rad samlingsalbum samt i TV 21 innan bandet lades ner helt och hållet 1996.

## Medlemmar
- Kenth Björling, leadsång, gitarr, kör
- Claes Lövgren, leadsång, klaviatur, kör
- Peter Hansson, gitarr, kör
- Bengt Björketun, bas, kör
- Micke Landqvist, trummor, kör

## Diskografi

### Album
| Titel                       | Släppår |
| --------------------------- | ------- |
| Natten är vår               | 1993    |
| Bang, bang slår mitt hjärta | 1996    |

### Test på Svensktoppen
| Titel  | Släppår            |
| ------ | ------------------ |
| "Lucy" | (13 november 1993) |

## Kända låtar (i urval)
Svensktopps-medley:
- ABC
- Jag har en dröm
- Jeannie ("Jeannie's Coming Back")
- Vem får följa dig hem? ("Who's Gonna Follow You Home?")